# Temporada de tufões no Pacífico de 1963
A temporada de tufões no Pacífico de 1963 não tem limites oficiais; durou o ano todo em 1963, mas a maioria dos ciclones tropicais tende a se formar no noroeste do Oceano Pacífico entre junho e dezembro. Essas datas delimitam convencionalmente o período de cada ano em que a maioria dos ciclones tropicais se forma no noroeste do Oceano Pacífico.
O escopo deste artigo é limitado ao Oceano Pacífico, ao norte do equador e a oeste da Linha Internacional de Data. As tempestades que se formam a leste da linha de data e ao norte do equador são chamadas de furacões; veja a temporada de furacões de 1963 no Pacífico. As tempestades tropicais formadas em toda a bacia do Pacífico Ocidental receberam um nome do Joint Typhoon Warning Center. As depressões tropicais nesta bacia têm o sufixo "W" adicionado ao seu número. As depressões tropicais que entram ou se formam na área de responsabilidade das Filipinas recebem um nome da Administração de Administração de Serviços Atmosféricos, Geofísicos e Astronômicos das Filipinas ou PAGASA. Muitas vezes, isso pode resultar na mesma tempestade com dois nomes. Esta foi a primeira temporada em que a PAGASA atribuiu nomes locais aos tufões.

## Sistemas
36 depressões tropicais se formaram este ano no Pacífico Ocidental, das quais 25 se tornaram tempestades tropicais. 19 tempestades atingiram a intensidade do tufão, das quais 8 atingiram a força do supertufão.

### Depressão Tropical 03W
Uma breve depressão tropical se desenvolveu ao norte de Papua-Nova Guiné às 00:00 UTC em 25 de março e rastreou oeste-noroeste antes de se dissipar mais tarde naquele dia. Embora o Joint Typhoon Warning Center não liste nenhum valor vento máximo sustentado em seus dados de rastreamento, o Mariners Weather Log observa que a Depressão Tropical 03W atingiu brevemente ventos de 55 km/h (34 mph) em seu pico antes de se dissipar.

### CMA Tropical Depression 1
A Agência Meteorológica da China (CMA) analisou a formação de um distúrbio perto da Micronésia em 30 de março embora nenhuma outra agência tenha monitorado o sistema. Seguindo para o oeste, a área de baixa pressão desenvolveu-se ainda mais em uma depressão tropical no dia seguinte. A tempestade virou para o norte em 1 de abril atingindo o pico de intensidade dois dias depois com ventos de 55 km/h e uma pressão mínima de 1001 mbar (hPa; 1,001 mbar (29.6 inHg) ) antes de enfraquecer lentamente. Em 6 de abril a depressão degenerou em uma área remanescente de baixa pressão; esses remanescentes seguiram para o oeste  antes de se dissipar no início do dia seguinte.

### Tufão Olive
A área de baixa pressão que eventualmente se desenvolveu no Typhoon Olive formou aproximadamente 155 km (96 mi) sudeste de Truk em 21 de abril inserido no contexto maior de uma calha. Em seus estágios iniciais, o distúrbio seguiu lentamente para oeste-noroeste em direção a Woleai ; Agência Meteorológica do Japão (JMA) considera que a tempestade evoluiu para uma depressão tropical em 26 de abril embora o JTWC começou a monitorar Olive como um 75 km/h (47 mph) tempestade tropical no dia seguinte. Olive intensificou-se rapidamente após a ciclogênese tropical, tornando-se um tufão por volta das 12h. UTC em 27 de abril final de 28 de abril uma missão de reconhecimento experimentou ventos de 230 km/h (140 mph) e uma pressão barométrica mínima de 932 mbar (hPa; 932 mbar (27.5 inHg) ); a partir desses parâmetros, Olive atingiu o pico de intensidade às 00:00 UTC em abril 29 com uma pressão mínima de 920 mbar calculado pelo JMA. Olive passou perto de Guam e Saipan mais tarde naquele dia, atingindo o último com ventos de 205 km/h (127 mph). À medida que o tufão recuou para latitudes mais ao norte, ele enfraqueceu lentamente, passando para um ciclone extratropical em 5 de maio antes  de se dissipar quatro dias depois; mantendo a força do tufão por 8,5 dias, Olive permaneceu um tufão por mais tempo do que qualquer outra tempestade em 1963.
Conforme Olive se aproximava de Guam, o então governador Manuel Guerrero ordenou a evacuação de áreas baixas e a abertura de abrigos em escolas, igrejas e outros locais. Olive causou danos consideráveis nas Ilhas Marianas : 95 por cento das casas em Saipan sofreram danos extensos, com outros 5 por cento destruídos pela tempestade. As casas também foram danificadas na vizinha Rota, com a perda generalizada de colheitas; perdas de propriedade e agrícolas também foram acumuladas em Guam e Tinian, onde as linhas de energia foram derrubadas por fortes ventos e 1.000 as pessoas ficaram desabrigadas. Os efeitos do tufão atrasaram a recuperação de Guam do tufão Karen no ano anterior, danificando casas parcialmente reparadas por meio de empréstimos de recuperação para Karen. O dano estimado de Olive foi de US$ 5 milhão. Após a tempestade, o vice-alto comissário do Território Fiduciário das Ilhas do Pacífico, José Benitez, solicitou a declaração de Tinian e Saipan como áreas de desastre. Em abril Em 30 de novembro, o então presidente dos EUA, John F. Kennedy, reconheceu o pedido de Benitez e declarou uma área  de desastre para as ilhas afetadas. Kennedy mais tarde alocaria US$ 1,3 milhões para alívio de tempestades em Saipan, Tinian e Rota. Alimentos e suprimentos médicos foram enviados das Ilhas Carolina e Marshall para as Ilhas Marianas.

### Tufão Polly (Auring)
Polly se originou de uma área de baixa pressão detectada pela primeira vez 145 km (90 mi) norte-noroeste de Woleai em 25 de maio. A JMA determinou que o distúrbio evoluiu para uma depressão tropical em 27 de maio, embora o JTWC tenha iniciado alertas no sistema em 31 de maio. O ciclone se fortaleceu gradualmente após a formação, atingindo força de tempestade tropical em 1 de junho e intensidade do tufão no dia seguinte. Em 3 de junho, Polly atingiu o pico de intensidade com ventos sustentados de 130 km/h (81 mph) e uma pressão mínima de 978 mbar (hPa; 978 mbar (28.9 inHg) ), após o que começou a diminuir lentamente em força e  acelerar para nordeste. Em 5 de junho, Polly passou 190 km (120 mi) a sudeste de Tóquio como um tufão de baixa intensidade antes de retornar para leste-nordeste. Os remanescentes extratropicais de Polly chegaram ao Mar de Bering e à costa do Alasca em 10 de junho antes de se dissipar.
Permanecendo na costa do Japão, os impactos de Polly foram causados principalmente por fortes chuvas. Enchentes inundadas causaram 807 deslizamentos de terra e inundações de mais de 36.000 casas. outros 11 casas e 270 pontes foram arrastadas pelas enchentes. Polly causou uma estimativa de US$ 138 milhões em danos às plantações, com  um valor total de danos superior a US$ 143 milhão. Dezoito pessoas morreram e outras dezessete ficaram feridas; 20.702 outros ficaram desabrigados após a passagem de Polly.

### Tempestade Tropical Rose (Bebeng)
A tempestade tropical Rose começou como uma depressão tropical no Mar da China Meridional em 6 de junho, e seguiu para sudeste em direção a Luzon em seus estágios iniciais. Em Junho Em 8 de janeiro, o JTWC começou a emitir alertas sobre Rose como uma tempestade tropical enquanto o ciclone estava próximo à costa noroeste de Luzon. O fortalecimento lento continuou depois disso, com o pico de Rose em 95 km/h (59 mph) tempestade tropical que estava passando pelas ilhas Ryukyu, embora os ventos mais fortes da tempestade estivessem contidos em uma estreita faixa de chuva perto do centro. Movendo-se  rapidamente para nordeste, Rose passou pelo oeste de Honshu como uma tempestade tropical de baixa intensidade em 13 de junho, brevemente emergindo no Mar do Japão antes de retornar para o leste e fazer a transição para um ciclone extratropical sobre o norte de Honshu em 14 de junho. Os remanescentes de Rose se fundiram com outra baixa extratropical fraca na costa japonesa, e esse sistema combinado continuou para o leste antes de se dissipar sobre o Mar de Bering em junho. 18.

### Depressão Tropical Gening
A system that lasted from julho 11-13.

### Tufão Bess
Em 27 de julho, a Depressão Tropical 20W se formou no Pacífico Ocidental. Ele derivou para o norte, atingindo uma tempestade tropical no dia 30 antes de virar para o sudoeste. Bess virou para o norte em 2 de agosto e alcançou o status de tufão no início do dia 3. Bess se intensificou rapidamente para um pico de 150 mph no dia 4, mas enfraqueceu ao continuar para o norte. No dia 9 atingiu o Japão e no dia 11 Bess tornou-se extratropical. Na época, Bess  tinha a maior longevidade de um ciclone tropical do Pacífico Ocidental. O tufão Bess causou graves danos na ilha de Kyūshū. 23 pessoas foram mortas e 6 estão desaparecidas.

### Tufão Faye (Neneng)
Tufão Faye atingiu Hong Kong matando 3 pessoas.

### Tufão Gloria (Oniang)
O tufão Gloria, conhecido nas Filipinas como tufão Oniang, foi um tufão da temporada de tufões no Pacífico de 1963. Gloria impactou Taiwan e China.
O tufão Gloria se desenvolveu em 5 de setembro, sobre as águas abertas do Pacífico Ocidental. A tempestade se intensificou rapidamente para um pico de 155 km/h em 9 de setembro. Ele enfraqueceu enquanto continuava na direção oeste-noroeste e atingiu o extremo nordeste de Taiwan em 11 de setembro, como um 100 tufão mph. O tufão causou graves inundações no norte de Taiwan e matou centenas de pessoas. Gloria continuou para o oeste e atingiu o leste da China naquela noite como um 85 tufão mph. A tempestade passou  por terra a nordeste e se dissipou em 13 de setembro, a leste da China. Gloria matou 239 pessoas e deixou 89 desaparecidos.

### Internacional
| - Agnes 18W - Bess 20W - Carmen 23W - Della 25W - Elaine 27W - Faye 28W - Gloria 29W - Hester 30W - Irma 32W - Judy 34W - Kit 35W - Lola 36W - Mamie 37W - Nina 38W - Ora 39W - Phyllis 41W - Rita 42W - Susan 43W - Tess - Viola - Winnie | - Alice - Betty - Cora - Doris - Elsie - Flossie - Grace - Helen - Ida - June - Kathy - Lorna - Marie - Nancy - Olga - Pamela - Ruby - Sally - Tilda - Violet - Wilda | - Anita - Billie - Clara - Dot - Ellen - Fran - Georgia - Hope - Iris - Joan - Kate - Louise - Marge - Nora - Opal - Patsy - Ruth - Sarah - Thelma - Vera - Wanda | - Amy - Babe - Carla - Dinah - Emma - Freda - Gilda - Harriet - Ivy - Jean - Kim - Lucy - Mary - Nadine - Olive 5W - Polly 9W - Rose 10W - Shirley 11W - Trix 12W - Virginia 15W - Wendy 16W |

### Filipinas
| Auring         | Bebeng                  | Karing                  | Diding                            | Etang                             |
| Gening         | Herming                 | Ising                   | Luding                            | Mameng                            |
| Neneng         | Oniang                  | Pepang                  | Rosing                            | Sisang                            |
| Trining        | Uring                   | Welming (sem ser usado) | Yayang (sem usar) (sem ser usado) |                                   |
| Auxiliary list |                         |                         |                                   |                                   |
|                |                         |                         |                                   | Ading (sem usar)                  |
| Barang         | Krising (sem ser usado) | Dadang (sem ser usado)  | Erling (sem ser usado)            | Goying (sem usar) (sem ser usado) |

A Administração de Serviços Atmosféricos, Geofísicos e Astronômicos das Filipinas usa seu próprio esquema de nomenclatura para ciclones tropicais em sua área de responsabilidade. A PAGASA atribui nomes às depressões tropicais que se formam dentro de sua área de responsabilidade e a qualquer ciclone tropical que possa se mover para dentro de sua área de responsabilidade. Caso a lista de nomes para um determinado ano se revele insuficiente, os nomes são retirados de uma lista auxiliar, os primeiros 10 dos quais são publicados todos os anos antes do início da temporada. Os nomes não retirados desta lista serão usados novamente na temporada de 1967. A PAGASA usa seu próprio esquema de nomenclatura que começa no alfabeto filipino, com nomes femininos filipinos terminando com "ng" (A, B, K, D, etc. ). Esta foi a primeira temporada em que a PAGASA atribuiu nomes locais aos tufões. Os nomes que não foram atribuídos/vão ser usados são marcados em cinzento.